# Legemeer
Legemeer (fryz. Legemar) – wieś położona w północnej Holandii, we Fryzji, w gminie De Fryske Marren. Do 2014 roku wieś znajdowała się na obszarze gminy Scharsterland. W 2023 roku miejscowość liczyła 90 mieszkańców.
Wieś po raz pierwszy wzmiankowana w XIII wieku jako Nouimeis, następnie pojawia się w źródłach w 1543 roku już jako Leg(h)emeer lub Nijemeer.